# Chloeia
Chloeia là một chi giun biển trong họ Amphinomidae
Các thành viên của chi này có đặc điểm hình thái bởi một cơ thể hình elip bao gồm một số phân đoạn nhất định, tùy thuộc vào loài, với mang ngoài nằm ở cả hai bên của mặt sau, mỗi phân đoạn có một cặp. Số lượng và phân chia của chúng cũng phụ thuộc vào loài. Các mặt bên của cơ thể được bao phủ bằng vây, lông nhọn và trắng có nọc độc hoặc setae. Người trưởng thành thuộc chi này thường có nhiều màu sắc đặc biệt là trên lưng.
Sự vận động được thực hiện bởi các chi bên, mỗi phân đoạn sở hữu một cặp ở vị trí song phương, từ đó được kích hoạt "mái chèo", một bên được gọi là notepadia và một phân đoạn khác gọi là nerepadia.
Phân phối của Chloeia là toàn cầu. Hầu hết các loài được biết đến được tìm thấy ở Ấn Độ Dương và Thái Bình Dương nên chỉ có vài loài sống ở Đại Tây Dương. 

## Các loài
- Chi Chloeia:[2]
  - Chloeia amphora Horst, 1910
  - Chloeia australis Kudenov, 1993
  - Chloeia bengalensis Kinberg, 1867
  - Chloeia bistriata Grube, 1868
  - Chloeia candida Kinberg, 1857
  - Chloeia conspicua Horst, 1910
  - Chloeia egena Grube, 1855
  - Chloeia entypa Chamberlin, 1919
  - Chloeia flava (Pallas, 1766)
  - Chloeia furcigera Quatrefages, 1866
  - Chloeia fusca McIntosh, 1885
  - Chloeia inermis Quatrefages, 1866
  - Chloeia kudenovi Barroso & Paiva, 2011
  - Chloeia macleayi Haswell, 1878
  - Chloeia maculata Potts, 1909
  - Chloeia malaica Kinberg, 1867
  - Chloeia nuda Quatrefages, 1866
  - Chloeia pallida Kinberg, 1867 (nomen nudum)
  - Chloeia parva Baird, 1868
  - Chloeia pinnata Moore, 1911
  - Chloeia pseudeuglochis Augener, 1922
  - Chloeia quatrefagesii Baird, 1868
  - Chloeia rosea Potts, 1909
  - Chloeia rupestris Risso, 1826
  - Chloeia tumida Baird, 1868
  - Chloeia venusta Quatrefages, 1866
  - Chloeia violacea Horst, 1910
  - Chloeia viridis Schmarda, 1861